# Гай Сервилий Гемин (претор)
Гай Серви́лий Геми́н (лат. Gaius Servilius Geminus; умер после 203 года до н. э.) — римский государственный деятель из рода Сервилиев, один из триумвиров для выведения колоний в Плацентии и Кремоне в 218 году до н. э. (наряду с Гаем Лутацием Катулом и Марком Аннием). До этого он занимал должность претора (дата неизвестна). В том же году Гемина взяли в плен бойи, поддержавшие Карфаген во Второй Пунической войне. Гемин оставался в плену в течение пятнадцати лет, пока не был освобождён своим сыном, действующим консулом.